# Meljanica
Meljanica (cyr. Мељаница) – wieś w Serbii, w okręgu raskim, w mieście Kraljevo. W 2011 roku liczyła 158 mieszkańców.